# Depressione di Tuva

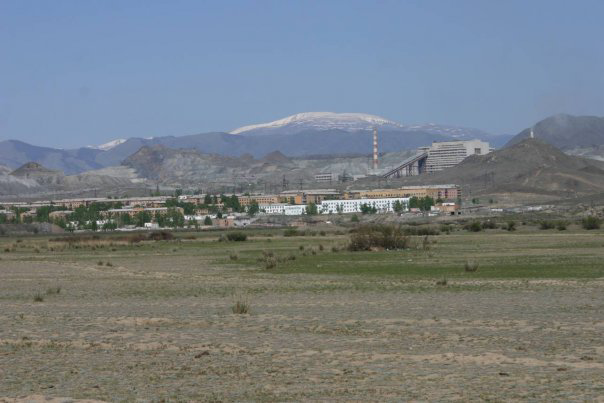
La città di Ak-Dovurak.

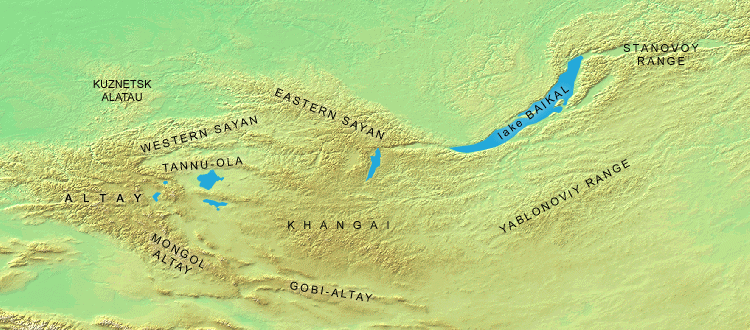
La depressione di Tuva è situata al centro della carte, tra i Sajany occidentali e i monti Tannu-Ola.

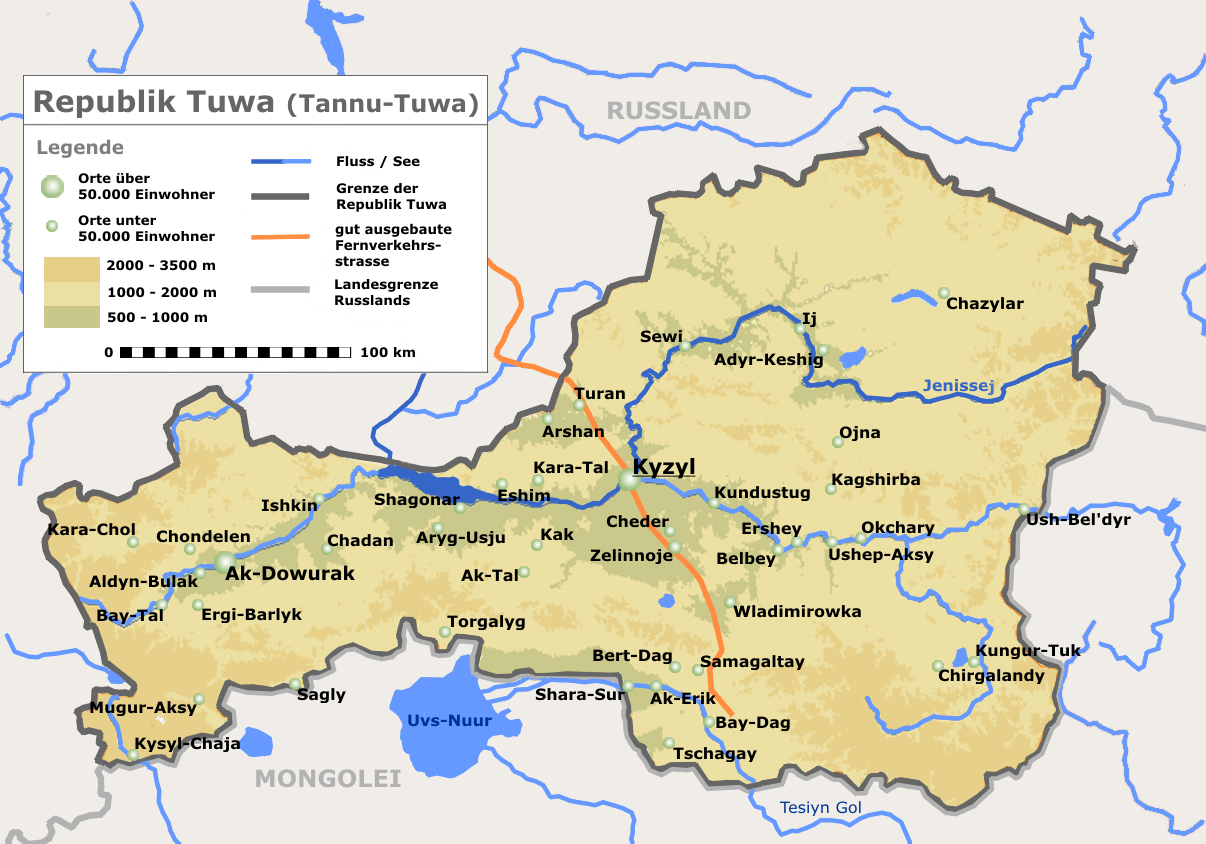
Carta della Repubblica di Tuva.

La depressione di Tuva (in russo Тувинская котловина) è un bacino strutturale situato nel sud della Siberia.
La depressione di Tuva costituisce gran parte della Repubblica russa di Tuva. È incorniciata da alcune catene montuose dei monti della Siberia meridionale: a nord si trovano i Saiani Occidentali, a ovest gli Altai con il massiccio dello Šapšal e a sud la catena montuosa dei Tannu-Ola. Si estende per 400 km da est ad ovest, mentre da nord a sud la sua estensione varia tra i 25 e i 70 km. La sua altitudine varia tra i 600 e i 900 m. Il paesaggio ha l'aspetto di una pianura con alcune colline sparse, e in alcune aree si trovano alture (melkosopočnik). Il corso superiore dello Enisej (o Ulug-Chem) e un suo affluente di sinistra, il Piccolo Enisej, attraversano la parte orientale del bacino. Lo Enisej attraversa in seguito la catena montuosa dei Saiani Occidentali a nord. La parte occidentale del bacino viene drenata da un altro affluente di sinistra, il Chemčik. La bassa dorsale degli Adar-Daš separa la depressione in due sottobacini - il bacino del Chemčik ad occidente e il bacino dell'Ulug-Chem ad est. L'allevamento degli ovini e la coltivazione di cereali (grano, orzo e miglio) sono le principali attività economiche della regione. Nella depressione di Tuva sorgono le città di Kyzyl, Šagonar, Čadan e Ak-Dovurak. Nel bacino di Ulug-Chem vi sono depositi di carbone bituminoso.